# 中國大歷史
《中國大歷史》是歷史學家黄仁宇體現其「大歷史觀」的一部專著，它旁引了不少研究內容，分析中國歷朝發展的問題，從歐洲的歷史，以至經濟學都有利用。

## 內容
傳統中國史家研究歷史，歷來都是以斷代史方式研究，研究時又常會人事角度、意識形態以至歷史人物善惡評價。黃仁宇在這部著作中以其大歷史觀概念指出，中國數千年來發生的問題，都是缺少了現代社會發展下一些關鍵元素，他把這些統稱為「缺少數目字上管理」。而所謂的「缺少數目字上管理」，就是沒有行之有效的經濟制度和相關法規系統，而這兩者都是現代社會必須包含、同時也是西方國家普遍已建立的框架。黃仁宇觀點是，中國早在幾千年前為了對抗外族侵略，早在二千多年前已完成大一統。自秦漢以還為了方便治理這個大一統國家，不斷以意識形態用作統治國家的工具，整個政治架構由文官集團主導，而皇帝的權威亦不過是由道德上的基礎維繫。這種社會文化，自明代起已越來越強烈，許多宮廷內爭議都由此而起。
同時，黃仁宇還用了相當文字談論到傳統經濟特質。他認為，中國傳統經濟都是由一些細小的自耕農作主導，商業架構數千年來都從未建立，尤其是欠缺了一些像銀行、法律、保險等商業社會需要有的機構。所以在評論王安石變法時，便明確指出王安石改革內容具有現代金融體制的雛型，偏偏中國傳統經濟本身缺少的現代社會的基本要素，因此改革不易見效。
而稅制也是黃仁宇的重點。他的觀點是，中國傳統政權主要靠稅收維繫；失去了稅收，政權無法維持。由東漢開始中央對地方失去掌握，主因是稅收基礎受到破壞，至唐朝才重新建立，到其後又沒有有效稅制建立，結果在每次對抗外患中總是敗的多、贏的少。
黃仁宇還指出，這種種結構加上社會經濟結構（廣大民眾都是一些細小的自耕农），令近代中國引進西方代議政制時出現了很大矛盾，故他簡單概括說這是「新舊體制不銜接」。

## 背後理念
此書內容和背後理念，跟傳統的中國史家很不同。傳統的中國史家都傾向於斷代史研究；黃仁宇卻是以勘破時代與時代間相互關係，剖析中國歷朝社會體制演變。
關於此書特點如下：
- 以「大歷史觀」研究中國歷史：黃仁宇在書中前頁中開宗明義地引言，指出這是按著現代經濟學中「宏觀經濟學」的概念，把歷史分作「大歷史」部分，專門勘破各時代間相互關係。
- 不以歷史人物善惡作評論：黃仁宇認為歷史從來不是批判善惡的歷史，故他在書中也盡量避免這一點。如他講到武則天一段歷史時便指出，武則天之所以大殺群臣，真正原因是傳統君主集權中只有靠皇帝威權才可駕馭臣下。他又常批評，傳統史家「過於強調道德上的議論而忽視技術上的探討」。
- 以經濟角度剖析歷史：全書中黃仁宇用了很多篇幅說到經濟，如指中國缺少數目字上管理、唐朝以後沒有有效稅收制度、北宋的商業僅服務文官階級、王安石經濟改革超越了該時代限制。